# Anna Sawai
Anna Sawai (tiếng Nhật: アンナ・サワイ, sinh ngày 11 tháng 6 năm 1992) là nữ diễn viên, ca sĩ, vũ công người Nhật Bản. Cô sinh ra ở New Zealand sau đó quay lại Nhật Bản năm 10 tuổi. Vai diễn đầu tay của cô là vào năm 11 tuổi trong chương trình truyền hình có tên Annie của đài Nippon TV. Ở lĩnh vực điện ảnh, phim đầu tiên cô tham gia là Ninja Assassin (2009) của đạo diễn James McTeigue, với vai Kiriko.
Sawai ban đầu được biết tới ở Nhật Bản với tư cách là một giọng ca của ban nhạc nữ Faky từ năm 2013 tới 2018. Năm 2018, cô đóng một vai phụ trong sê-ri phim bí ẩn của Nhật Bản Colors (2018) và phim trinh thám Anh Quốc Giri/Haji (2019).
Các vai diễn giúp cô nổi tiếng toàn cầu là vai Elle trong F9 (2021) thuộc thương hiệu phim Fast & Furious và Naomi trong Pachinko (2022). Từ năm 2023 tới 2024, cô thủ vai Cate Randa trong Monarch: Legacy of Monsters của sê-ri MonsterVerse. Năm 2024, cô vào vai Mariko trong Shōgun (đài FX) và nhận được nhiều đánh giá tích cực.

## Tiểu sử
Anna Sawai sinh ngày 11 tháng 6 năm 1992 tại thành phố Wellington, New Zealand trong một gia đình gốc Nhật. Mẹ cô là giáo viên piano, cha cô làm trong một công ty điện tử. Từ năm 3 tuổi, mẹ đã dạy cô hát và chơi đàn piano. Vì công việc của cha cô, cả gia đình di cư từ Hồng Kông sang Philippines và sau đó ổn định ở Yokohama, Nhật Bản năm cô 10 tuổi. Chị gái cô, Reina, là một vũ công ba lê.

## Danh sách phim

### Điện ảnh
| Năm  | Tên            | Vai    |               |
| ---- | -------------- | ------ | ------------- |
| 2009 | Ninja Assassin | Kiriko | [ 9 ]         |
| 2021 | F9             | Elle   | [ 10 ] [ 11 ] |

### Truyền hình
| Năm      | Tên                         | Vai           | Ghi chú           |                      |
| -------- | --------------------------- | ------------- | ----------------- | -------------------- |
| 2007     | Our Love Song               | Natsu         | 1 tập             | [ 12 ] [ 13 ]        |
| 2018     | Colors                      |               | 2 tập             | [ 14 ] [ 15 ] [ 16 ] |
| 2019     | Giri/Haji                   | Eiko Fukuhara | Vai chính, 6 tập  | [ 17 ]               |
| 2022–nay | Pachinko                    | Naomi         | Vai chính, 6 tập  | [ 18 ]               |
| 2023–nay | Monarch: Legacy of Monsters | Cate Randa    | Vai chính, 10 tập | [ 19 ]               |
| 2024     | Shōgun                      | Toda Mariko   |                   | [ 20 ]               |